# Sander Keller
Sander Keller (Amsterdam, 18 september 1979) is een Nederlands voormalig profvoetballer die als verdediger speelde.

## Carrière

### Jeugdopleiding
Keller begon op zesjarige leeftijd te voetballen bij de Amsterdamse amateurclub Zeeburgia, waarna hij de overstap maakte naar de jeugdopleiding van Ajax. Hier wist de verdediger niet door te breken, waarna hij werd overgenomen door FC Utrecht.

### Voetbalcarrière

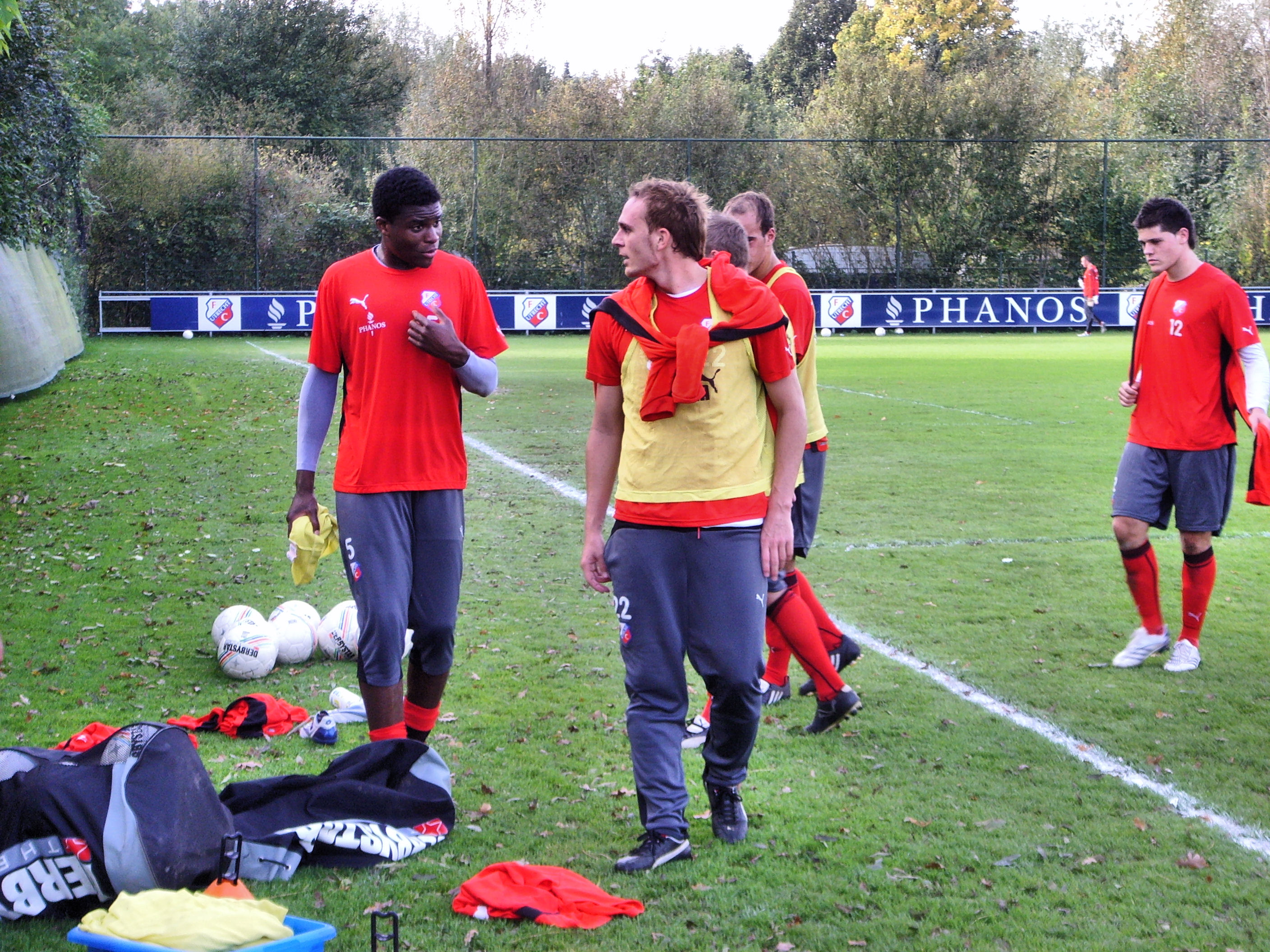
Keller na afloop van een training van FC Utrecht in gesprek met Francis Dickoh

Keller maakte zijn debuut in het betaald voetbal op 21 april 2000 in de met 0–3 verloren uitwedstrijd tegen Fortuna Sittard. Het zou de enige wedstrijd zijn die hij dat seizoen zou spelen en in de zomerstop, voorafgaand aan het jaargang 2000-2001, werd Keller verhuurd aan RBC Roosendaal. Hij kwam tot 25 optredens, maar wist niet te voorkomen dat de Roosendaalse club degradeerde naar de Eerste divisie. Uiteindelijk zou hij 77 wedstrijden spelen voor RBC Roosendaal, alvorens in 2003 terug te keren naar Utrecht. Hier groeide de Amsterdammer in de loop der jaren uit tot een vaste waarde in de defensie. Met de club uit de Domstad wist Keller tweemaal de KNVB beker te winnen en speelde hij in totaal zeven Europese wedstrijden. Begin 2011 trok hij naar het Zwitserse Neuchâtel Xamax. In januari 2012 zou hij door De Graafschap gehuurd worden tot het einde van het seizoen, maar de overeenkomst ketste af. Xamax werd op 18 januari uit de competitie genomen. Daarna keerde hij terug naar Utrecht om zijn conditie op peil te houden bij Jong FC Utrecht. In juni 2012 tekent hij een driejarig contract bij Almere City, waar hij ook jeugdtrainer zou worden. In mei 2015 zette Keller als profvoetballer een punt achter zijn loopbaan, maar zou als stagiair jeugdtrainer bij de eerstedivisionist aan de slag gaan. Keller speelde in het seizoen 2015/16 bij Hoofdklasser VV De Meern, maar kwam door blessureleed slechts 12 competitiewedstrijden in actie.

### Trainerscarrière
In 2014 werd Keller aangesteld als scout binnen de jeugdopleiding van FC Utrecht en in 2016 werd Keller trainer in de jeugdopleiding van FC Utrecht. In juli 2017 werd Keller assistent-trainer bij Jong FC Utrecht. In december 2020 werd Keller assistent-trainer onder hoofdtrainer René Hake bij het eerste elftal van FC Utrecht. Eind juni 2022 werd bekend dat Keller terug zou keren in zijn rol als assistent-trainer van Darije Kalezic bij Jong FC Utrecht.

## Internationale wedstrijden in dienst van FC Utrecht
Keller speelde in totaal zeven wedstrijden in internationaal verband tijdens de UEFA Cup / UEFA Europa League.
| Nr. | Datum        | Locatie                   | Thuisploeg     | Uitploeg       | Uitslag | Verband    |
| --- | ------------ | ------------------------- | -------------- | -------------- | ------- | ---------- |
| 1.  | 24 sep. 2003 | Stadion Galgenwaard       | FC Utrecht     | MSK Zilina     | 2-0     | 1e ronde   |
| 2.  | 27 nov. 2003 | Stade de l'Abbé-Deschamps | AJ Auxerre     | FC Utrecht     | 4-0     | 2e ronde   |
| 3.  | 30 sep. 2004 | Stockholms Stadion        | Djurgårdens IF | FC Utrecht     | 3-0     | 1e ronde   |
| 4.  | 4 nov. 2004  | Stadion Galgenwaard       | FC Utrecht     | Dnipropetrovsk | 1-2     | Groepsfase |
| 5.  | 25 nov. 2004 | Jan Breydelstadion        | Club Brugge    | FC Utrecht     | 1-0     | Groepsfase |
| 6.  | 16 dec. 2004 | Stadion Galgenwaard       | FC Utrecht     | Austria Wien   | 1-2     | Groepsfase |
| 7.  | 15 dec. 2010 | Anfield Road              | Liverpool FC   | FC Utrecht     | 0-0     | Groepsfase |

## Erelijst
FC Utrecht
- KNVB beker: 2002/03, 2003/04